# Contea di Queen Anne
La contea di Queen Anne (in inglese Queen Anne's County) è una contea dello Stato del Maryland, negli Stati Uniti. La popolazione al censimento del 2000 era di 40 563 abitanti. Il capoluogo di contea è Centreville.

## Geografia
La contea si affaccia sulla baia di Chesapeake a ovest; a nord scorre il fiume Chester e a est il Delaware. Il territorio è pianeggiante e comprende anche Kent Island, collegata alla contea di Anne Arundel attraverso il ponte Chesapeake Bay.

### Contee confinanti
- Contea di Kent - nord
- Contea di Kent (Delaware) - est
- Contea di Caroline - sud-est
- Contea di Talbot - sud
- Contea di Anne Arundel - ovest

## Storia
La contea du creata nel 1706 e fu chiamata così in onore della regina Anna, che regnò dal 1702 al 1714.

## Comuni

### Towns
- Barclay
- Centreville (capoluogo)
- Church Hill
- Millington (partly in Kent County)
- Queen Anne (partly in Talbot County)
- Queenstown
- Sudlersville
- Templeville

### Census-designated places
- Chester
- Grasonville
- Kent Narrows
- Kingstown
- Stevensville